# Sérgio Manoel
Sérgio Manoel, född 2 mars 1972, är en brasiliansk tidigare fotbollsspelare.
Sérgio Manoel spelade 4 landskamper för det brasilianska landslaget. Han deltog bland annat i Concacaf Gold Cup 1998.